# Ośmiorniczki dla wcześniaków
Artykuł ten został zgłoszony do umieszczenia na stronie głównej w rubryce „Czy wiesz”.
Pomóż nam go sprawdzić: oceń zgłoszoną nominację.

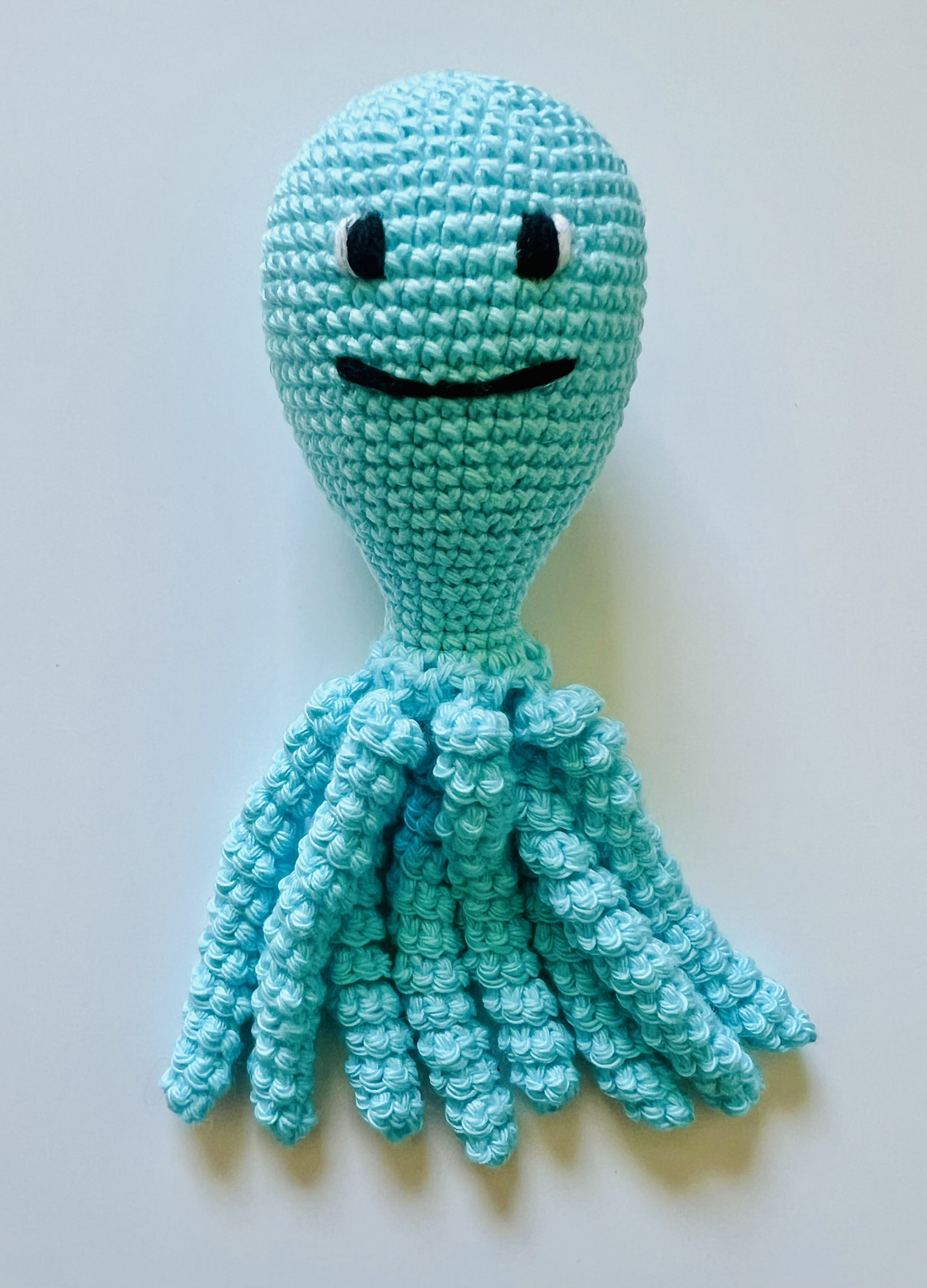
Ośmiorniczka dla wcześniaka wykonana na szydełku.

Ośmiorniczki dla wcześniaków – zabawki stosowane jako niefarmakologiczna forma terapii w celu uspokojenia i wyciszenia wcześniaków.

## Terapeutyczne działanie ośmiorniczki
Ośmiorniczki dla wcześniaków mają przede wszystkim odciągać rączki od kabli i rurek znajdujących się wokół dziecka w inkubatorze. Macki ośmiorniczki przypominają skręconą pępowinę, którą dzieci bawią się w łonie matki. Dziecko łapiąc za mackę ośmiorniczki ma większe poczucie bezpieczeństwa. Dodatkowo pobudzają zmysły, redukują stres, przenoszą zapach mamy, ułatwiają zasypianie. Stosowanie ośmiornicy u wcześniaków na oddziale intensywnej terapii noworodków może prowadzić do lepszego oddychania, bardziej regularnego bicia serca i wyższego poziomu tlenu, jest więc ona łatwą i skuteczną, niefarmakologiczną metodą łagodzenia bólu i utrzymania optymalnych parametrów fizjologicznych.

## Materiały
Na całym świecie ośmiornice są uznawane za pomoc medyczną, dlatego też istnieje specyficzna procedura ich wytwarzania. Ośmiornice są większości szydełkowane (rzadziej robione na drutach), ze specjalnej włóczki, nadającej się do sterylizacji w warunkach szpitalnych. Bezpieczna dla wcześniaka ośmiorniczka powinna być wykonana na szydełku ze 100% bawełny posiadającej certyfikat Oeko-tex klasy I. Wypełnienie to kulka silikonowa z certyfikatem Oeko-tex klasy I. Metoda szydełkowania jest charakterystyczna i musi być bardzo gęsta. Prawidłowo wykonana ośmiorniczka składa się z: głowy o wymiarach: długość 6–9 cm i szerokość 5–6 cm, ośmiu macek, które po rozciągnięciu mają długość 16–20 cm. Nie stosuje się żadnych naszywanych elementów ozdobnych, plastikowych oczu, ani elementów klejonych. Wzory wykonania ośmiorniczki na szydełku i drutach są dostępne w grupach wolontariuszy. Wykonane według podanych wytycznych, spełniają zasadnicze wymogi dyrektyw: 2009/48/WE Dyrektywa Parlamentu Europejskiego i Rady 2009/48/WE z dnia 18 czerwca 2009 r. w sprawie bezpieczeństwa zabawek.

## Akcja „Ośmiorniczki dla Wcześniaków”
Akcja charytatywna Ośmiorniczki dla Wcześniaków została zapoczątkowana w Danii przez Josefine Hagen Solgaard, autorkę bloga „En Elefant”, a następnie w 2013 r. była kontynuowana przez Jeanette Bøgelund, autorkę bloga „Lutter Idyl”. Jej celem jest wyposażenie oddziałów noworodkowych w szydełkowe ośmiorniczki. Ma pomagać wcześniakom w walce o życie poprzez zapewnienie im poczucia bezpieczeństwa.
Pierwsze wzmianki o ośmiorniczkach dla wcześniaków w polskich szpitalach pojawiły się oficjalnie w 2016 r., kiedy to na Oddział Patologii i Intensywnej Terapii Noworodka Wojewódzkiego Szpitala Zespolonego w Kielcach wprowadziła je pediatra dr Marta Tomaszewska.
W celu koordynowania akcji Ośmiorniczki dla Wcześniaków, w 2016 r. powstała Fundacja Małych Serc. Założycielką i prezeską fundacji jest Joanna Kubiak. Obecnie fundacja współpracuje głównie ze szpitalami o III stopniu referencyjności, czyli z oddziałami intensywnej terapii noworodka w największych ośrodkach w kraju. Zabawki wykonywane są przez wolontariuszy. Są to osoby indywidualne, kluby seniora, młodzież szkolna, koła rękodzielnicze. Szydełkowanie ośmiornic jest też formą resocjalizacji dla osób osadzonych w zakładach karnych. Co miesiąc fundacja przekazuje około 2000 ośmiorniczek do niemal 100 szpitali. Statystyki pokazują, że w Polsce od początku akcji w 2016 r., przekazanych zostało łącznie ponad 100 tysięcy ośmiorniczek.
Od momentu powstania projektu, dzięki wolontariuszom ośmiorniczki pojawiły się również w szpitalach: Szwecji, Norwegii, Islandii, Wysp Owczych, Niemiec, Belgii, Holandii, Luksemburga, Francji, Włoch, Turcji, Chorwacji, Izraela, Palestyny, Australii, Stanów Zjednoczonych, Nowej Zelandii, Indii. Akcja rozwinęła się również w Hiszpanii i Ukrainie.

## Galeria

Ośmiorczniki dla wcześniaków – przykłady zabawek wykonanych zgodnie ze standardami
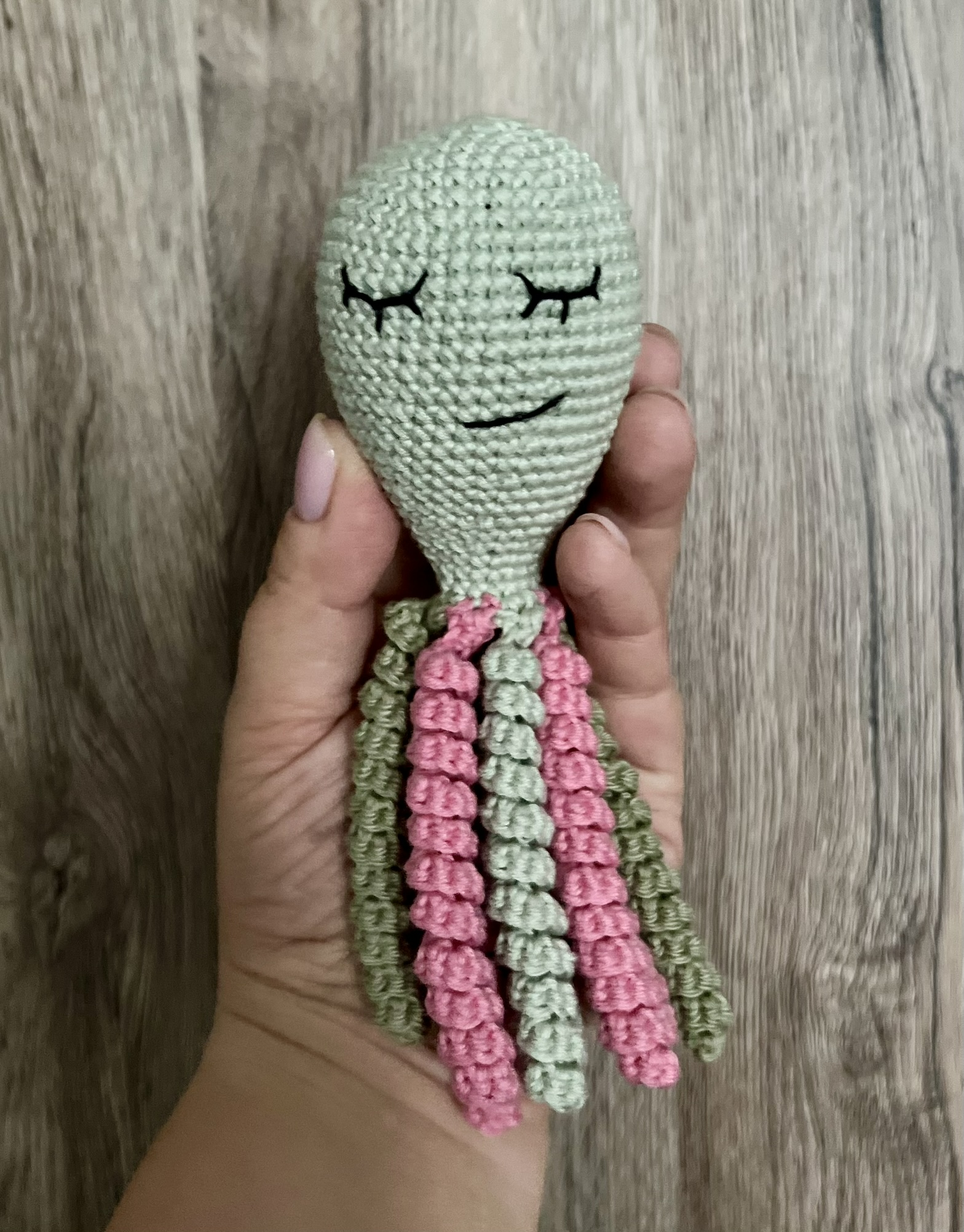
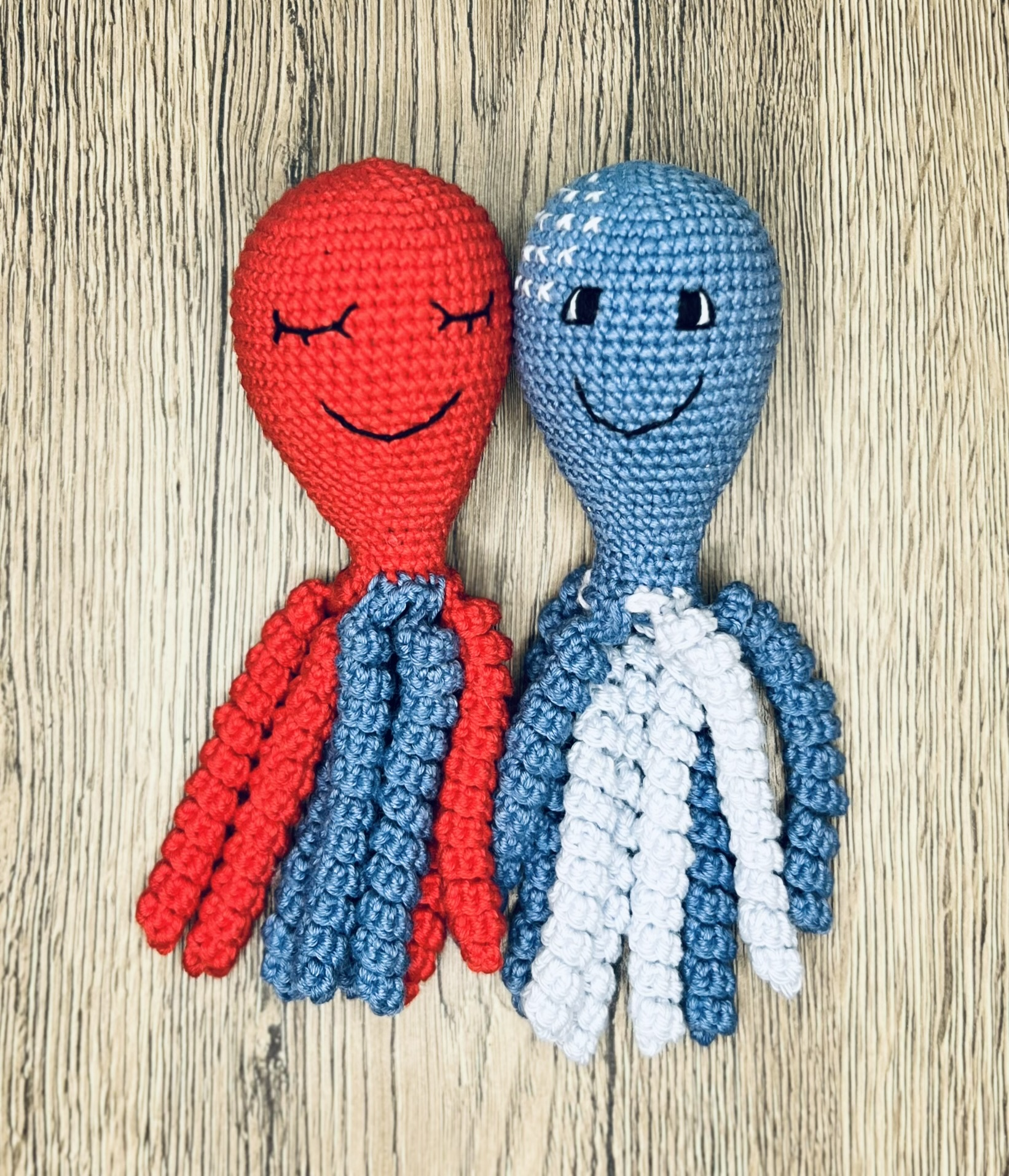
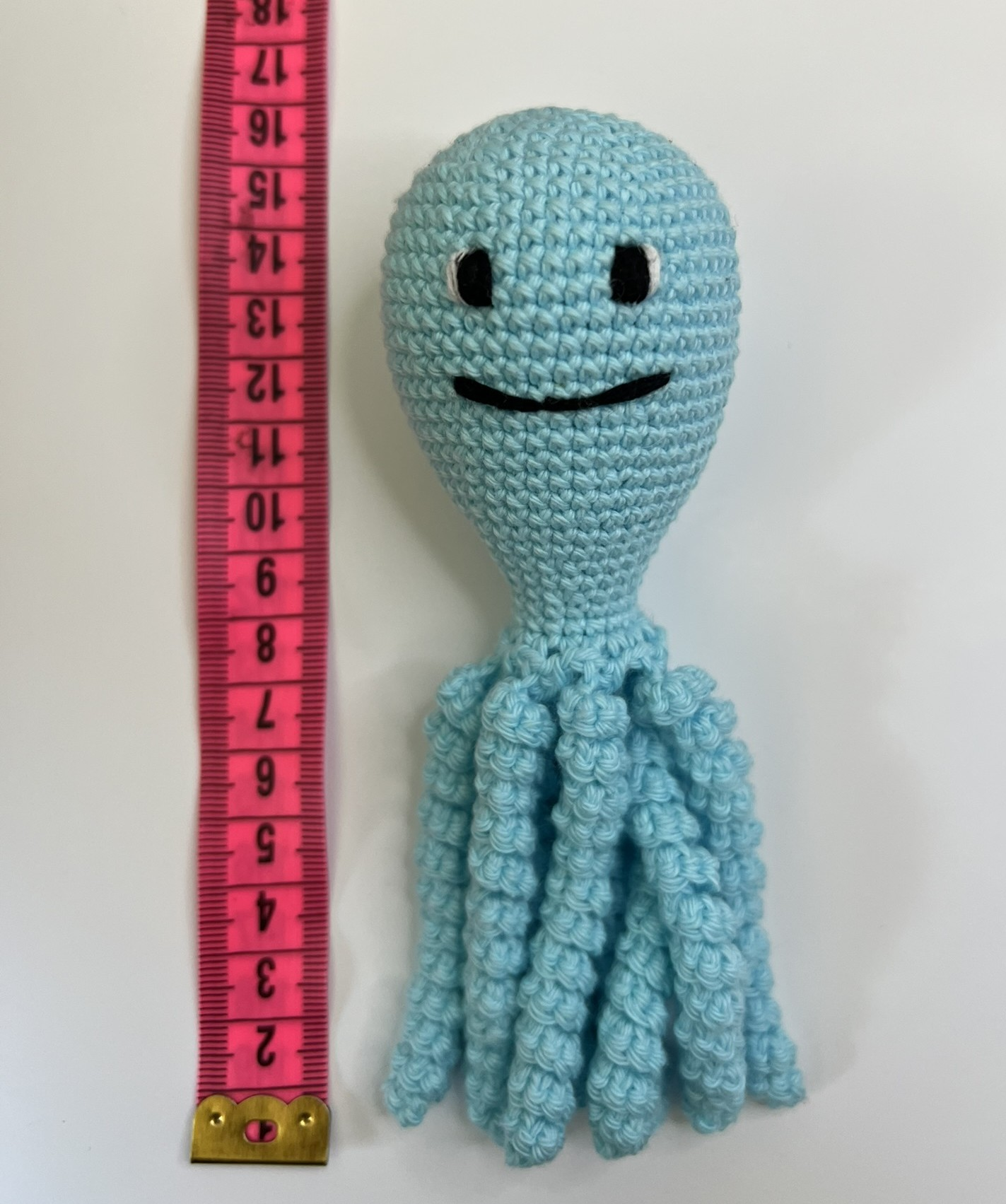